# 秋本豊之進

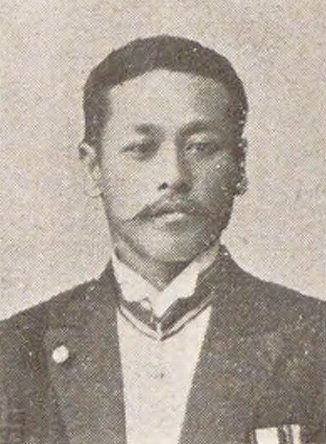
秋本豊之進

秋本 豊之進（あきもと とよのしん、1873年（明治6年）11月21日 – 1934年（昭和9年）11月27日）は、衆議院議員。実業家。

## 経歴
山口県美祢郡秋吉村（現在の美祢市）出身。1895年（明治28年）、東京法学院（現在の中央大学）を卒業し、高等文官試験に合格した。会計検査官補・会計検査院書記官、奈良県参事官、大分県事務官・第四部長、統監府鎮南浦理事官、朝鮮総督府平壌府尹を歴任した。
1912年（明治45年）、第11回衆議院議員総選挙に出馬し、当選を果たした。
その後、朝鮮京南鉄道株式会社常務取締役、同副社長、朝鮮中央鉱業株式会社代表取締役、桑原鉄工所株式会社取締役、月島鋳工場株式会社取締役、船木鉄道株式会社取締役などを務めた。